# Jean-Baptiste Stauffenbergh
Jean-Baptiste Stauffenbergh was een 18e-eeuws Zuid-Nederlands ondernemer en politicus.

## Politiek
Stauffenbergh was afkomstig van Ieper en liet zich in 1719 als poorter van Nieuwpoort inschrijven. Hij begon zijn politieke carrière daar als tolontvanger en werd in 1724 burgemeester van de kustplaats.

## Compagnie van de Visvaart
In 1724 vroeg hij aan de overheid in Brussel het octrooi om een maatschappij met aandelen op te richten, de Compagnie van de Visch-Vaert. Hij wilde zo de haring- en kabeljauwvisserij in Nieuwpoort organiseren naar Hollands model. Het octrooi dat gold voor tien jaar werd na lang onderhandelen toegekend, maar verleende geen monopolie aan de compagnie, wat Stauffenbergh wel gewenst had. Er kon 115.000 gulden van de vooropgezette 200.000 worden ingezameld, voornamelijk van investeerders uit Gent en Brussel. Met dat geld werd een vissersvloot aangekocht en uitgerust. In 1729 beschikte de compagnie over twee buizen, zes hoekers en acht sloepen. Bij gebrek aan bekwame plaatselijke vissers werden schippers en stuurlieden uit Zeeland en Duinkerke aangetrokken. Omdat de inkomsten uit de visserij alleen niet volstonden, werden de schepen ook verhuurd voor de vrachtvaart. Maar de investeerders waren niet tevreden over het behaalde rendement. In 1731 trad Stauffenbergh af en in 1738 werd de compagnie opgedoekt.